# Лифре (кантон)
Лифре (фр. Liffré) — кантон во Франции, находится в регионе Бретань, департамент Иль и Вилен. Входит в состав округа Ренн.

## История
До 2015 года в состав кантона входили коммуны Дурден, Ла-Буэзьер, Ливре-сюр-Шанжон, Лифре, Сен-Сюльпис-ла-Форе, Торинье-Фуйар, Шане-сюр-Илле, Эрсе-пре-Лифре.
В результате реформы 2015 года состав кантона был изменен.

## Состав кантона с 22 марта 2015 года
В состав кантона входят коммуны (население по данным Национального института статистики за 2018 г.):
- Асинье (6 814 чел.)
- Бресе (2 083 чел.)
- Дурден (1 177 чел.)
- Ла-Буэзьер (4 486 чел.)
- Лифре (7 768 чел.)
- Сен-Сюльпис-ла-Форе (1 378 чел.)
- Торинье-Фуйар (8 519 чел.)
- Шане-сюр-Илле (1 567 чел.)
- Эрсе-пре-Лифре (1 863 чел.)

## Политика
На президентских выборах 2022 г. жители кантона отдали в 1-м туре Эмманюэлю Макрону 35,2 % голосов против 23,6 % у Жана-Люка Меланшона и 14,1 % у Марин Ле Пен; во 2-м туре в кантоне победил Макрон, получивший 76,0 % голосов. (2017 год. 1 тур: Эмманюэль Макрон – 34,5 %, Жан-Люк Меланшон – 20,6 %, Франсуа Фийон – 15,3 %, Марин Ле Пен – 11,3 %; 2 тур: Макрон – 82,5 %. 2012 год. 1 тур: Франсуа Олланд — 37,0 %, Николя Саркози — 21,6 %, Франсуа Байру — 13,4 %, Марин Ле Пен — 9,8 %; 2 тур: Олланд — 62,1 %).
С 2021 года кантон в Совете департамента Иль и Вилен представляют мэр коммуны Дурден Изабель Куртинье (Isabelle Courtigné) и член совета города Торинье-Фуйар Жан-Мишель Ле Геннек (Jean-Michel Le Guennec) (оба — Социалистическая партия).
|                | Кандидаты                             | Партия                   | Первый тур | Первый тур     | Второй тур | Второй тур |
| Кол-во голосов | Кандидаты                             | Партия                   | % голосов  | Кол-во голосов | % голосов  |            |
| -------------- | ------------------------------------- | ------------------------ | ---------- | -------------- | ---------- | ---------- |
|                | Изабель Куртинье Жан-Мишель Ле Геннек | Социалистическая партия  | 5 601      | 56,21          | 7 483      | 100,00     |
|                | Гаэль Лефёвр Од Маэо                  | Европа Экология Зелёные  | 3 127      | 31,38          |            |            |
|                | Марьян Лотен Тьерри Северен           | Национальное объединение | 1 236      | 12,40          |            |            |

|                | Кандидаты                        | Партия                  | Первый тур | Первый тур     | Второй тур | Второй тур |
| Кол-во голосов | Кандидаты                        | Партия                  | % голосов  | Кол-во голосов | % голосов  |            |
| -------------- | -------------------------------- | ----------------------- | ---------- | -------------- | ---------- | ---------- |
|                | Изабель Куртинье Бернар Марке    | Социалистическая партия | 4 559      | 36,44          | 6 698      | 58,86      |
|                | Натали Даво Эрве Пикар           | Правый блок             | 3 020      | 24,14          | 4 681      | 41,14      |
|                | Мари Галод Роже Пьер             | Национальный фронт      | 1 843      | 14,73          |            |            |
|                | Катрин Бертен Ален Дюбуа         | Европа Экология Зелёные | 1 577      | 12,60          |            |            |
|                | Жером Жоанник Женевьев Лепаньоль | Левый фронт             | 757        | 6,05           |            |            |
|                | Магали Баэр Бенамар Белькасем    | Разные правые           | 755        | 6,03           |            |            |